# Хуторок (Крым)
Хуторо́к (до 1948 года нас. пункт 2-го отд. с-за Аджи́-Байчи́; укр. Хуторок, крымскотат. Acı Bayçı, Аджы Байчы) — село в Сакском районе Республики Крым, входит в состав Штормовского сельского поселения (согласно административно-территориальному делению Украины — Штормовского сельского совета Автономной Республики Крым).
Рядом с селом находится Аджибайчикское озеро, что в переводе значит «очень соленое» (аджи — горький, бай — богатый).

## Население
| 2001 | 2014 |
| ---- | ---- |
| 208  | ↘193 |

Всеукраинская перепись 2001 года показала следующее распределение по носителям языка
| Язык             | Процент |
| ---------------- | ------- |
| русский          | 58.65   |
| украинский       | 22.6    |
| крымскотатарский | 18.27   |

### Динамика численности
| - 1806 год — 77 чел. - 1889 год — 10 чел. - 1900 год — 14 чел. - 1915 год — 15 чел. - 1926 год — 61 чел. | - 1989 год — 311 чел. - 2001 год — 208 чел. - 2009 год — 233 чел. - 2014 год — 193 чел. |

## Современное состояние
На 2016 год в Хуторке числится 5 улиц; на 2009 год, по данным сельсовета, село занимало площадь 50,2 гектара, на которой в 75 дворах числилось 233 жителя, действуют сельский клуб, фельдшерско-акушерский пункт. Село связано автобусным сообщением с Евпаторией и соседними населёнными пунктами.

## География
Хуторок — небольшое село на западе района, в степном Крыму в менее чем 3 км от берега Чёрного моря, высота над уровнем моря — 17 м. Соседние сёла: Абрикосовка в 5 км на севере и Штормовое в 3,5 км на запад. Расстояние до райцентра — около 45 километров (по шоссе), ближайшая железнодорожная станция — Евпатория в 23 километрах. Транспортное сообщение осуществляется по региональной автодороге 35Н-478 Штормовое — Хуторок — автодорога 35А-004 Евпатория — порт Мирный (по украинской классификации — С-0-11230).

## История
Первое документальное упоминание села встречается в Камеральном Описании Крыма… 1784 года, судя по которому, в последний период Крымского ханства Антжи входил в Байнакский кадылык Козловского каймаканства. После присоединения Крыма к России (8) 19 апреля 1783 года, (8) 19 февраля 1784 года, именным указом Екатерины II сенату, на территории бывшего Крымского Ханства была образована Таврическая область и деревня была приписана к Евпаторийскому уезду. С началом Русско-турецкой войной 1787—1791 годов, весной 1788 года производилось выселение крымских татар из прибрежных селений во внутренние районы полуострова, в том числе и из Аджибайчи. В конце войны, 14 августа 1791 года всем было разрешено вернуться на место прежнего жительства. После Павловских реформ, с 1796 по 1802 год, входила в Акмечетский уезд Новороссийской губернии. По новому административному делению, после создания 8 (20) октября 1802 года Таврической губернии, Аджи-Байчи был включён в состав Кудайгульской волости Евпаторийского уезда.
По Ведомости о волостях и селениях, в Евпаторийском уезде с показанием числа дворов и душ… от 19 апреля 1806 года в деревне Биюк-Аджибайчи числилось 12 дворов и 77 крымских татар. На военно-топографической карте генерал-майора Мухина 1817 года деревня Аджи баши обозначена с 14 дворами. После реформы волостного деления 1829 года Биюк Аджи Бачи, согласно «Ведомости о казённых волостях Таврической губернии 1829 года» остался в составе Кудайгульской волости. На карте 1836 года в деревне 17 дворов. Затем, видимо, вследствие эмиграции крымских татар в Турцию, деревня заметно опустела и на карте 1842 года Биюк-Аджи-Байчи обозначен условным знаком «малая деревня», то есть, менее 5 дворов.
В 1860-х годах, после земской реформы Александра II, деревню приписали к Чотайской волости. В «Списке населённых мест Таврической губернии по сведениям 1864 года», составленному по результатам VIII ревизии 1864 года, и на трехверстовой карте 1865—1876 года деревня Биюк-Аджи-Байчи не значится, видимо, опустела в результате эмиграции крымских татар, особенно массовой после Крымской войны 1853—1856 годов, в Турцию. А уже в «Памятной книге Таврической губернии 1889 года», по результатам Х ревизии 1887 года, в деревне Биюк-Аджи-Байчи числилось 3 двора и 10 жителей. Возможно, это было уже немецкое поселение, поскольку в энциклопедическом словаре «Немцы России» дата его основания не указана.
Земская реформа 1890-х годов в Евпаторийском уезде прошла после 1892 года, в результате Биюк-Аджи-Байчи приписали к Донузлавской волости.
По «…Памятной книжке Таврической губернии на 1900 год» на хуторе Аджи-Байчи-Биюк числилось 14 жителей в 3 дворах. По Статистическому справочнику Таврической губернии. Ч.II-я. Статистический очерк, выпуск пятый Евпаторийский уезд, 1915 год,, с населением 50 человек и экономия Биюк-Аджи-Байчи (Якова Земана) в Донузлавской волости Евпаторийского уезда числился хутор Аджи-Байчи (Г. Земана) с 2 дворами и немецким населением в количестве 12 человек приписного населения и 6 — «постороннего», из которых 14 мужчин и 4 женщины. Во владении было 120 десятин удобной земли. В хозяйстве имелось 18 лошадей, 10 волов, 6 коров и 10 голов мелкого скота В экономии Биюк-Аджи-Байчи Якова Земана — 2 двора, 10 жителей-немцев и 40 пришлых, из которых 38 мужчин и 12 женщин. Имелось 677 десятин удобной земли, 31 лошадь, 82 вола, 10 коров и 450 голов мелкого скота (согласно энциклопедическому словарю «Немцы России» — 15 жителей).
После установления в Крыму Советской власти, по постановлению Крымревкома от 8 января 1921 года № 206 «Об изменении административных границ» была упразднена волостная система и село вошло в состав Евпаторийского района Евпаторийского уезда, а в 1922 году уезды получили название округов. 11 октября 1923 года, согласно постановлению ВЦИК, в административное деление Крымской АССР были внесены изменения, в результате которых округа были отменены и произошло укрупнение районов — территорию округа включили в Евпаторийский район. Согласно Списку населённых пунктов Крымской АССР по Всесоюзной переписи 17 декабря 1926 года, в селе Аджи-Байчи, Болек-Аджинского сельсовета Евпаторийского района, числилось 13 дворов, все крестьянские, население составляло 61 человек, все русские.
После освобождения Крыма от фашистов, 12 августа 1944 года было принято постановление № ГОКО-6372с «О переселении колхозников в районы Крыма» и в сентябре 1944 года в район приехали первые новосёлы (150 семей) из Киевской и Каменец-Подольской областей, а в начале 1950-х годов последовала вторая волна переселенцев из различных областей Украины. С 25 июня 1946 года Аджи-Байчи в составе Крымской области РСФСР. Указом Президиума Верховного Совета РСФСР от 18 мая 1948 года, безымянный населенный пункт 2-го отделения совхоза Аджи-Байчи (совхоз Аджи-Байчи) переименовали в Хуторок. 26 апреля 1954 года Крымская область была передана из состава РСФСР в состав УССР. Время включения в состав Молочненского сельсовета пока не установлено: на 15 июня 1960 года село уже числилось в его составе. 1 января 1965 года, указом Президиума ВС УССР «О внесении изменений в административное районирование УССР — по Крымской области», Евпаторийский район был упразднён и село включили в состав Сакского (по другим данным — 11 февраля 1963 года). Между 1968 годом, когда он ещё не существовал и 1974 годом, когда уже описан в книге «Історія міст і сіл Української РСР. Том 26, Кримська область.» был создан Фрунзенский сельсовет, в который вошёл Хуторок. По данным переписи 1989 года в селе проживало 311 человек. С 12 февраля 1991 года село в восстановленной Крымской АССР, 26 февраля 1992 года переименованной в Автономную Республику Крым. С 21 марта 2014 года в составе Крыма аннексировано Россией.